# Zorya

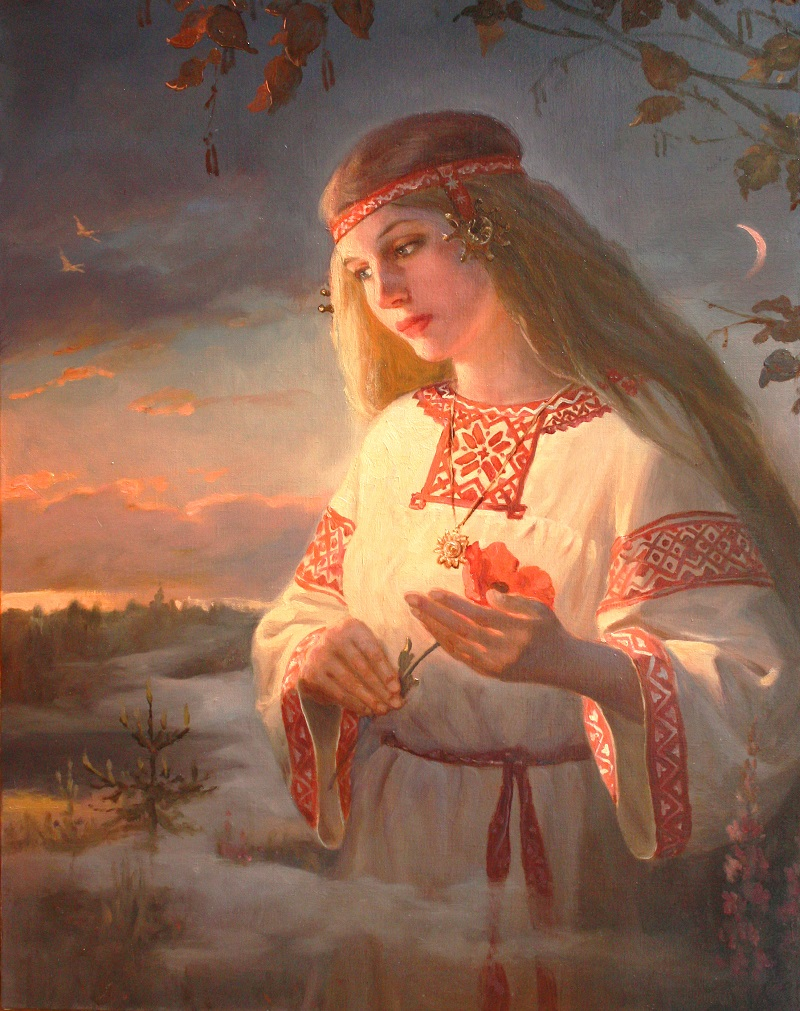
Zorya dipinta da Andrey Shishkin

Nella mitologia slava, Zorya (pronunciato ZOR-yah e scritto in una miriade di modi, Zaryi, Zoria, Zorza, Zory, Zore) è la dea dell'alba e la figlia del dio del sole Dazbog. In diversi racconti, Zorya ha da uno a tre aspetti diversi, che appaiono in diversi momenti della giornata. Lei è Zorya Utrennyaya (L'alba, la Dea della Stella del Mattino) al mattino, Zorya Vechernyaya (Il Crepuscolo, la Dea della Stella della Sera) alla sera e Zorya Polunochnaya (la Dea della Stella della Mezzanotte), altrimenti senza nome. 

## Nella mitologia slava
La dea dell'alba Zorya ("Luce") vive a Buyan, una leggendaria isola paradisiaca a est del sorgere del sole. È la figlia di Dazhbog, il dio del sole. La sua responsabilità principale è aprire i cancelli del palazzo di suo padre al mattino, lasciargli creare l'alba e viaggiare attraverso i cieli, quindi chiudergli i cancelli al tramonto. 
Zorya è anche la moglie di Perun, il dio slavo del tuono (generalmente equivalente a Thor). In questo ruolo Zorya si veste con lunghi veli e cavalca in battaglia con Perun, abbassando il velo per proteggere i suoi preferiti tra i guerrieri. Nei racconti serbi è la moglie della luna (Myesyats). 

## Aspetti di Zorya
A seconda della versione del racconto, Zorya è una dea con due (o tre) aspetti o invece sono due (o tre) dee separate. Quando è composta da due dee, a volte viene illustrata mentre sta su entrambi i lati del trono di suo padre. 
Nel suo aspetto dell'alba, è chiamata Zorya Utrennyaya (la Stella del Mattino), ed è una fanciulla vigorosa, piena di energia. Nel suo aspetto crepuscolare, Zorya Vechernyaya (la Stella della Sera), è più calma ma comunque seducente. Alcuni racconti includono il suo terzo aspetto in cui non ha altro nome, chiamato Zorya Polunochnaya semplicemente  (la Stella della Mezzanotte), una figura oscura e indistinta che governa la parte più oscura della notte. 

## Mantenere il mondo insieme
Insieme, le due o tre sorelle custodiscono una divinità che a volte è senza nome e viene chiamata segugio o orso, e talvolta chiamata la divinità del leone alato Simargl. Chiunque sia, la divinità è incatenata a Polaris nella costellazione dell'Orsa Minore e desidera mangiare la costellazione. Se si liberasse, il mondo finirebbe. 

## Tre sorelle
Studiosi come Barbara Walker notano che le Zorya sono un esempio di una caratteristica comune a molte mitologie diverse: le Tre Sorelle. Queste tre donne sono spesso aspetti del tempo (passato, presente, futuro) o dell'età (vergine, madre, vecchia) o della vita stessa (creatrice, preservatrice, distruttrice). 
Esempi delle tre sorelle si possono trovare in diverse leggende come quella slava, in quanto derivano da lingue indoeuropee. Includono racconti irlandesi della Morrigan e racconti britannici della Triplice Dea o Brigid dei Britanni. La mitologia greca ha tre Gorgoni e tre Arpie, tra gli altri. Sia gli Ittiti che i Greci avevano versioni di tre Parche (le Moire). Shakespeare usò tre strane sorelle per avvertire Macbeth del suo destino e, forse più precisamente, il drammaturgo russo Anton Chekhov (1860-1904) usò Tre sorelle (Olga, Masha e Irina Prozorov) per illustrare ciò che vedeva del passato, presente e futuro della Russia.

## Zorya nella cultura moderna
Un rinnovato interesse per la mitologia slava fu portato in occidente dal lavoro dello scrittore britannico Neil Gaiman, il cui romanzo "American Gods" presenta molti dei slavi, inclusi gli Zorya. Nel libro e nella serie televisiva, gli Zorya vivono in una brownstone a New York con il dio Cernobog. 
Zorya Utrennyaya è una donna anziana (Cloris Leachman nella serie); non è una brava bugiarda e una povera cartomante. Zorya Vechernyaya (Martha Kelly) è di mezza età e racconta il futuro al crepuscolo e alla sera; e Zorya Polunochnaya (Erika Kaar) è la più giovane, che non dice bugie e osserva il cielo attraverso un telescopio.